# Northridge (Ohio)
Northridge es un lugar designado por el censo ubicado en el condado de Clark en el estado estadounidense de Ohio. En el Censo de 2010 tenía una población de 7572 habitantes y una densidad poblacional de 958,23 personas por km².

## Geografía
Northridge se encuentra ubicado en las coordenadas 39°59′50″N 83°46′37″O / 39.99722, -83.77694. Según la Oficina del Censo de los Estados Unidos, Northridge tiene una superficie total de 7.9 km², de la cual 7.9 km² corresponden a tierra firme y (0%) 0 km² es agua.

## Demografía
Según el censo de 2010, había 7572 personas residiendo en Northridge. La densidad de población era de 958,23 hab./km². De los 7572 habitantes, Northridge estaba compuesto por el 95.97% blancos, el 1.7% eran afroamericanos, el 0.07% eran amerindios, el 0.59% eran asiáticos, el 0.01% eran isleños del Pacífico, el 0.41% eran de otras razas y el 1.24% pertenecían a dos o más razas. Del total de la población el 1.11% eran hispanos o latinos de cualquier raza.